# 히토리시즈카
《히토리시즈카》(ヒトリシズカ)는 혼다 데쓰야의 일본 추리 소설이다. 《히메카와 레이코 시리즈》, 《지우 시리즈》 등 개성적인 여성 형사가 등장하는 작품과 청춘 소설로 정평이 나 있는 저자의 단편집이다.
시간의 흐름, 등장인물이 교차하면서 한 명의 여성 '이토 시즈카'의 8세부터 31세까지의 인생을 주제로 펼쳐지는 여섯 개의 이야기로 구성되어있다.

## 수록 작품
모두 《소설추리》 (후타바샤)에서 연재되었다.
- 어둠 한 꺼풀 (2007년 4월호)
- 반딧불이거미 (2007년 7월호)
- 히토리시즈카 (2008년 7월호)

## 텔레비전 드라마
2012년 10월 21일부터 WOWOW 연속 드라마 W 시간대에 방송되고 있다. 총 6화로 방송될 예정으로, 카호가 주연을 맡았다.
혼다 데쓰야의 작품이 연속 드라마화 되는 건 《스트로베리 나이트》, 《지우 경시청 특수범 수사계》에 이어 이번이 세 번째이다.

### 출연진
- 이토 시즈카 - 카호
- 이토 미유키 (시즈카의 엄마) - 쿠로사와 아스카 (제1·3·5화)
- 이토 타카토시 (고쿠분지 경찰서 생활안전과장, 전 니시도쿄 경찰서 방범과장대리, 시즈카의 아빠) - 키시베 잇토쿠 (제1·3·5화)

제1화
- 키자키 신고 (고쿠분지 경찰서 지역과) - 타카하시 잇세이
- 오무라 카즈키 (고쿠분지 경찰서 지역과, 키자키의 선배) - 무라카미 준
- 아오키 히사노리 (사설 탐정) - 나가즈카 케이시
- 요시이 준야 (식당 근무) - 오노우에 히로유키

제2화
- 야마기시 준야 (아다치 경찰서 생활안전과 방범계) - 아라이 히로후미
- 이이무라 유미 (시즈카의 아르바이트 동료) - 미도리 유리에
- 타니구치 모리오 (전직 폭주족) - 시미즈 유타카
- 스미다 (아다치 경찰서 생활안전과 방범계) - 시로

### 제작진
- 원작 - 혼다 데쓰야
- 감독 - 히라야마 히데유키
- 각본 - 아오야마 다케시
- 음악 - 야스카와 고로

### 부제
| 각 화  | 방송일           | 부제         |
| ------ | ---------------- | ------------ |
| 제1화  | 2012년 10월 21일 | 어둠 한 꺼풀 |
| 제2화  | 2012년 10월 28일 | 반딧불이거미 |
| 제3화  | 2012년 11월 4일  | 부시접       |
| 제4화  | 2012년 11월 11일 | 사무배       |
| 제5화  | 2012년 11월 18일 | 죄시우       |
| 최종화 | 2012년 11월 25일 | 히토리시즈카 |